# 陸軍予科士官学校

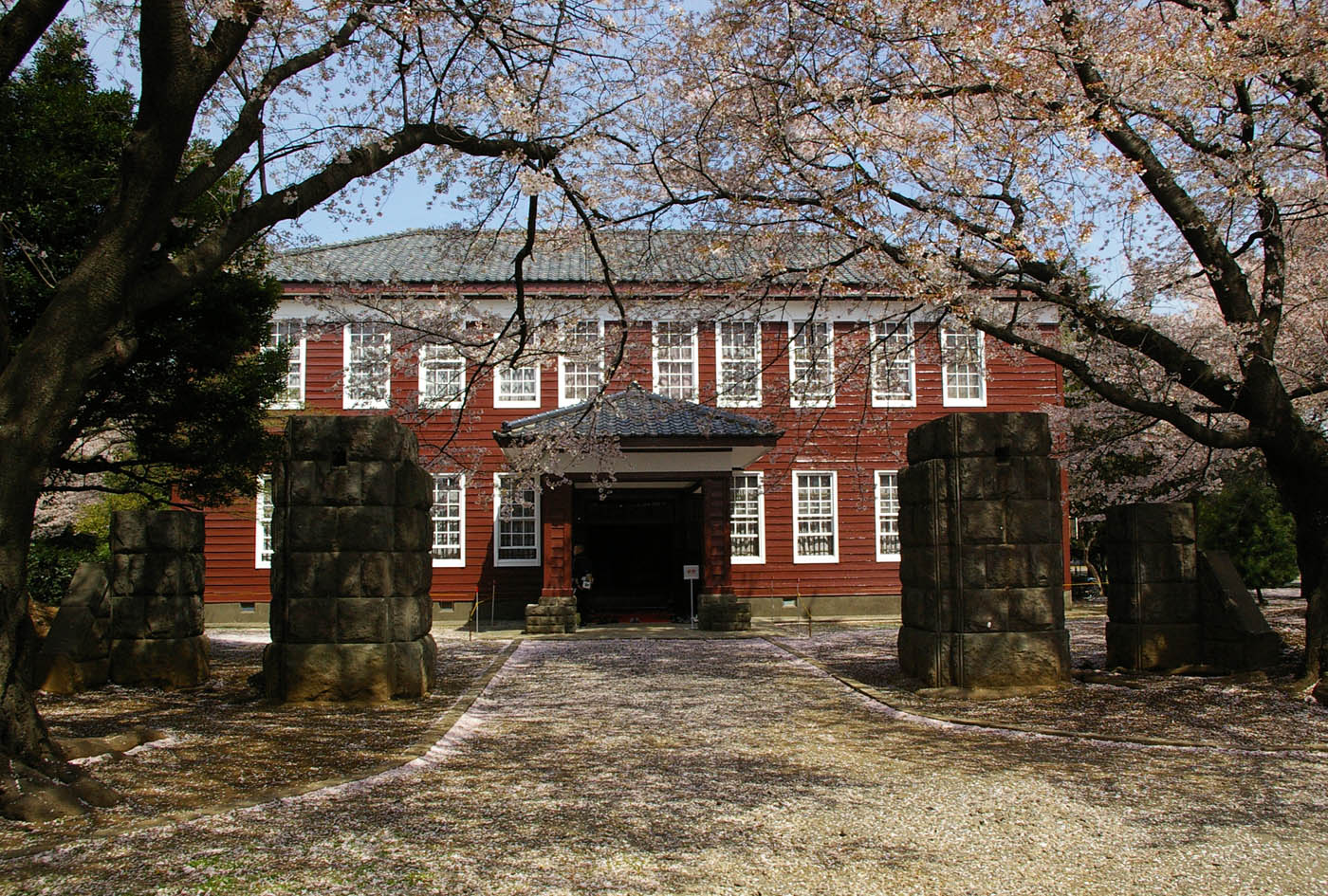
振武薹記念館（朝霞駐屯地構内）

陸軍予科士官学校（りくぐんよかしかんがっこう、英語: Imperial Japanese Army Preparatory Officer School）は、大日本帝国陸軍の兵科士官候補生を養成する教育機関（軍学校）。予士、陸予士、陸士予科などと略されることもある。

## 沿革

### 前史
1887年（明治20年）に陸軍士官学校官制・陸軍幼年学校官制が制定されると、プロイセン式の士官候補生制度が採用され、士官候補者となる生徒（将校生徒）を養成する陸軍幼年学校が再設立された。士官候補生は陸軍幼年学校及び旧制中学校（どちらも現在の中学一年生～高校二年生に相当）出身者からなっていた。
1889年（明治22年）6月、陸軍幼年学校官制を廃止し、陸軍幼年学校条例が制定された。その後、軍備増強政策による人材育成を図るため、1896年（明治29年）5月に陸軍幼年学校条例が廃止され、代わって陸軍中央幼年学校条例、陸軍地方幼年学校条例が制定された。東京に陸軍中央幼年学校が、東京、仙台、名古屋、大阪、広島、熊本に陸軍地方幼年学校が設立された。このため幼年学校の修学年限が中央及び地方あわせて5年間となり、幼年学校生徒と陸軍士官学校との関係が深まるとともに、幼年学校出身者と中学校出身者との間に区別意識が強くなったとされる。新制度の中央幼年学校出身者は陸軍士官学校15期以降である。
1903年（明治36年）、政府の財政難により陸軍中央幼年学校と東京陸軍地方幼年学校の合併が図られた。その結果、同年6月29日に陸軍中央幼年学校条例を全部改正（明治36年勅令第108号）、陸軍地方幼年学校条例を一部改正（明治36年勅令第109号）し、従来の陸軍中央幼年学校を陸軍中央幼年学校本科に、東京陸軍地方幼年学校を陸軍中央幼年学校予科とした。
1920年（大正9年）に、従来の陸軍中央幼年学校本科が陸軍士官学校予科に、従来の陸軍士官学校が陸軍士官学校本科となる。予科の修学期間は4月1日に入校し、2年後の3月に卒業する。予科在学中は「将校生徒」と称し階級の指定はされず、卒業時に士官候補生（階級は上等兵）となり、兵科及び原隊の指定がされる。卒業後の4月から原隊で半年間の隊附（この間に伍長に昇進）を経て、軍曹の階級を与えられ10月に本科に入校する。新制度の陸士予科出身者は本科37期生以降である。

### 予科士官学校
1937年（昭和12年）、生徒数の増加（約1000人から2200人へ増）と広大な演習地確保のため、改正陸軍士官学校令（昭和12年勅令第110号）により陸軍士官学校本科は陸軍士官学校として市ヶ谷台から神奈川県座間町に移転、同時に航空兵科将校の養成に特化した陸軍航空士官学校分校が埼玉県所沢町の陸軍所沢飛行場内に設立されることが決まる。陸軍士官学校予科はそのまま市ヶ谷台に残るが、陸軍は本科・予科を一人の校長が統轄するのは難しいと判断し、陸軍予科士官学校令（昭和12年勅令第111号）により陸軍予科士官学校として独立した学校となった。
さらに予科士官学校も日中戦争（支那事変）の拡大、対米関係緊迫などの事情から入校者が激増し市ヶ谷では対応しきれなくなったため、埼玉県朝霞町（現・朝霞市）への移転計画が立てられた。その建設用地として朝霞町のゴルフ場「東京ゴルフ倶楽部」の約21万坪（約70万平方メートル）の土地を1940年（昭和15年）9月に陸軍省が170万円で買収した。この計画は「予士」の略称から「ヨシ工事」と名付けられ、竹中工務店が施工、また700日で完成させなければならない突貫工事であった。1941年（昭和16年）9月、予科士官学校は朝霞に移転し、「振武台」の名が与えられた。
予科士官学校に在校した生徒は、陸軍幼年学校の卒業生、満16歳から19歳までの採用試験合格者や同じく試験に合格した下士官などで、1941年から終戦時まで1万5000名もの生徒が学んでいた。また、中国、タイ、モンゴル、フィリピン、インドなどからの留学生なども入校していた。
戦争末期には本土決戦を想定した「対戦車肉迫攻撃訓練」が開始される。1945年（昭和20年）4月7日にはB-29による1トン爆弾が学校に命中し、12名が死亡した。なお、本校は爆撃目標から外されていたが、南西方向に存在した中島飛行機武蔵製作所（現・東京都武蔵野市 都立武蔵野中央公園）を狙ったものが誤爆したと考えられている。
終戦直後には「終戦業務処理委員会」が置かれ、被服廠の軍需物資処理を行なった。

## ラジオ放送所占拠事件
1945年（昭和20年）8月24日、陸軍予科士官学校の区隊長が指揮する生徒67人が、日本放送協会の川口放送所・鳩ヶ谷放送所を占拠。終戦反対の放送を試みるも、局員の機転で送電が切られて未遂に終わる。東部軍管区司令官の田中静壱大将らが事態収集に向けた説得にあたり投降させた。

## 遺構

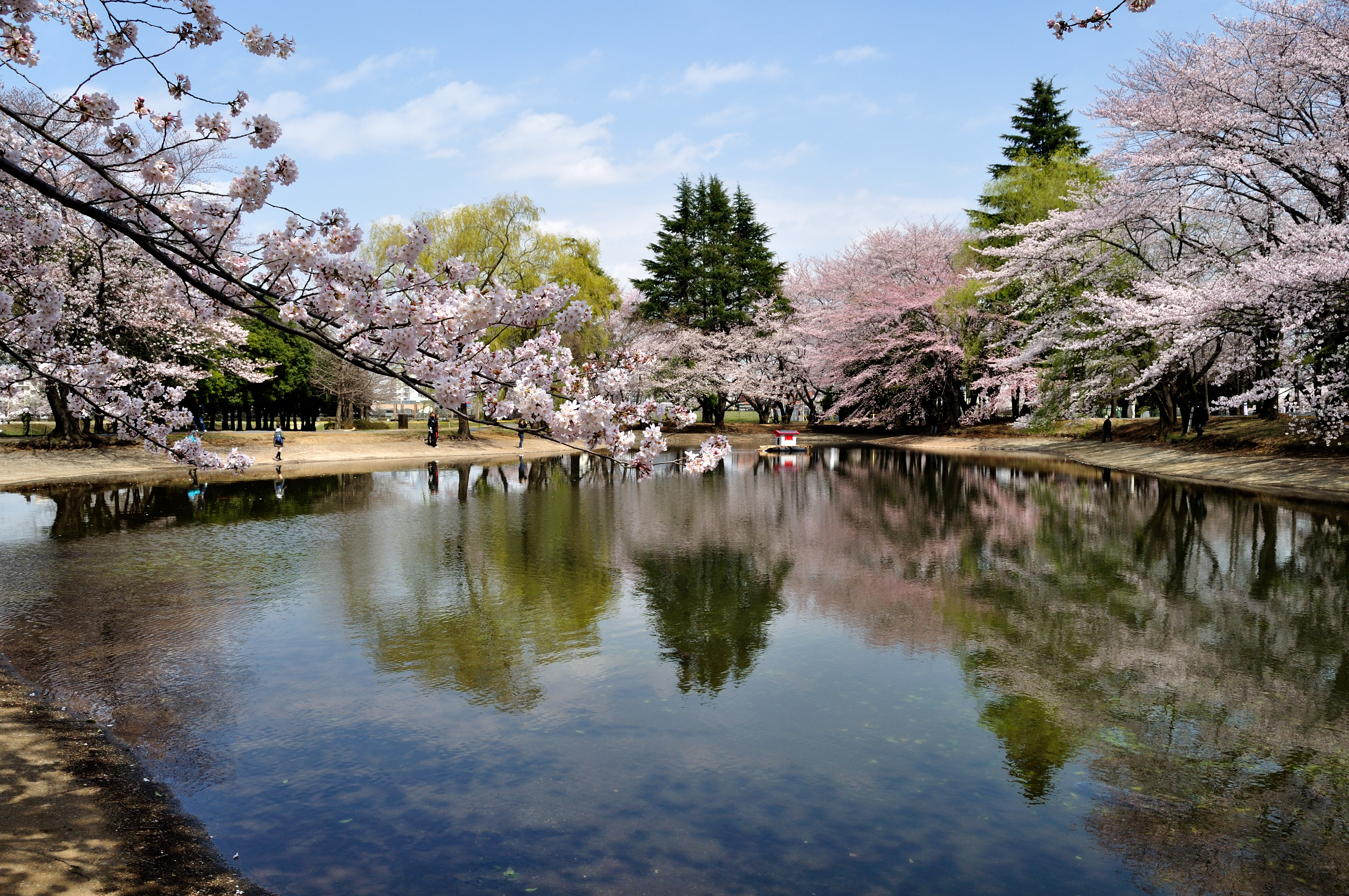
朝霞駐屯地構内の「びわ湖」

陸軍予科士官学校の跡地は現在、陸上自衛隊朝霞駐屯地となっており、その構内には予士の史料を保管・展示する施設である「振武薹（振武台）記念館」が設けられている。
振武薹記念館は駐屯地構内で陸上自衛隊広報センターに隣接しており、広報センターに事前予約することで内部の見学が可能。なお振武薹記念館の建物は予士の遺構ではなく、キャンプ座間に遺されていた旧陸軍士官学校の皇族舎を、1978年（昭和53年）に朝霞駐屯地に移築したものである。
駐屯地構内には、予士の建設以前の東京ゴルフ倶楽部時代から残る池「びわ湖」がある。

## 歴代校長
士官学校予科長
- 長谷川直敏 少将：1920年8月10日[15] -
- 斎藤恒 少将：1924年8月20日[16] -

予科士官学校長
- 甘粕重太郎 少将：1937年8月2日 -
- 牛島満 少将：1939年3月9日 -
- 牟田口廉也 少将：1939年12月1日 -
- 七田一郎 中将：1941年4月10日 - 1942年3月2日
- 冨永信政 中将：1942年4月1日 -
- 牧野四郎 少将：1942年12月22日 -
- 中沢三夫 中将：1944年3月1日 -
- 牟田口廉也 予備役中将：1945年1月12日 - 8月29日